# Edi Angelillo
Edilberta Angelillo (n. 7 septembrie 1961, Veneția, Italia), cunoscută ca Edi Angelillo sau Edy Angelillo, este o actriță și moderatoare de televiziune italiană.